# Sydkoreas herrlandslag i ishockey
Sydkoreas herrlandslag i ishockey representerar Sydkorea i ishockey för herrar. Den 16 mars 1979 spelade Sydkorea sina första herrlandskamp i ishockey, i Barcelona, där man förlorade med 1-7 mot Spanien i samband med C-VM 1979 .
Eftersom Sydkorea arrangerar Olympiska vinterspelen 2018 kommer herrlandslaget i och med detta debutera i OS-sammanhang. För att få ett starkare lag inför turneringen har flera spelare från Nordamerika som spelar för sydkoreanska klubblag erbjudits medborgarskap, flera av spelarna som har tilldelats medborgarskap och nu representerar laget har ingen Sydkoreansk bakgrund. Denna satsning ledde också till att Sydkorea den 28 april 2017 för första gången kvalificerade sig för toppdivisionen i världsmästerskapet i ishockey för herrar. Den 16 december 2017 spelade Sveriges herrlandslag i ishockey mot Sydkorea för första gången i turneringen Channel One Cup. Svenskarna vann med 5-1. 

## OS-turneringar
- 1980 - OS i Lake Placid, USA - deltog ej
- 1984 - OS i Sarajevo, Jugoslavien - deltog ej
- 1988 - OS i Calgary, Kanada - deltog ej
- 1992 - OS i Albertville, Frankrike - deltog ej
- 1994 - OS i Lillehammer, Norge - deltog ej
- 1998 - OS i Nagano, Japan - kvalificerade sig inte
- 2002 - OS i Salt Lake City, USA - kvalificerade sig inte
- 2006 - OS i Turin, Italien - deltog ej
- 2010 - OS i Vancouver, Kanada - deltog ej
- 2014 - OS i Sotji, Ryssland - kvalificerade sig inte
- 2018 - OS i Pyeongchang, Sydkorea (hemmaplan) - debut

## VM-turneringar
- 1979 - C-VM i Spanien - sjua (näst sist), 7 matcher, 1 seger, 1 oavgjord, 5 förluster, 16 gjorda mål, 67 insläppta mål, 3 poäng.
- 1982 - C-VM i Spanien - åtta (sist), 7 matcher, 0 segrar, 0 oavgjorda, 7 förluster, 13 gjorda mål, 127 insläppta mål, 0 poäng.
- 1986 - C-VM i Spanien - nia (näst sist), 5 matcher, 1 seger, 1 oavgjord, 3 förluster, 14 gjorda mål, 45 insläppta mål, 3 poäng.
- 1987 - D-VM i Australien - tvåa (silver), 6 matcher, 4 segrar, 1 oavgjord, 1 förlust, 130 gjorda mål, 16 insläppta mål, 9 poäng.
- 1989 - C-VM i Australien - sjua (näst sist), 7 matcher, 1 seger, 1 oavgjord, 5 förluster, 27 gjorda mål, 46 insläppta mål, 3 poäng.
- 1990 - C-VM i Ungern - nia (sist), 8 matcher, 1 seger, 0 oavgjorda, 7 förluster, 22 gjorda mål, 57 insläppta mål, 2 poäng.
- 1991 - C-VM i Danmark - åtta (näst sist), 8 matcher, 1 seger, 0 oavgjorda, 7 förluster, 19 gjorda mål, 64 insläppta mål, 2 poäng.
- 1992 - C-VM i Storbritannien - sexa (sist), 5 matcher, 0 segrar, 1 oavgjord, 4 förluster, 18 gjorda mål, 43 insläppta mål, 1 poäng.
- 1993 - C-VM i Slovenien - nia, 6 matcher, 2 segrar, 0 oavgjorda, 4 förluster, 23 gjorda mål, 63 insläppta mål, 4 poäng.
- 1994 - D-VM i Spanien - trea (brons), 5 matcher, 3 segrar, 1 oavgjord, 1 förlust, 13 gjorda mål, 17 insläppta mål, 7 poäng.
- 1995 - D-VM i Sydafrika - fyra, 6 matcher, 3 segrar, 0 oavgjorda, 3 förluster, 44 gjorda mål, 19 insläppta mål, 6 poäng.
- 1996 - D-VM i Litauen - femma, 5 matcher, 2 segrar, 2 oavgjorda, 1 förlust, 24 gjorda mål, 17 insläppta mål, 6 poäng.
- 1997 - D-VM i Spanien - tvåa (silver), 5 matcher, 4 segrar, 0 oavgjorda, 1 förlust, 17 gjorda mål, 9 insläppta mål, 8 poäng.
- 1998 - C-VM i Ungern - sjua (näst sist), 5 matcher, 1 seger, 0 avgjorda, 4 förluster, 4 gjorda mål, 18 insläppta mål, 2 poäng.
- 1998 - A-VM kval Fjärran Östern i Japan - tvåa, 2 matcher, 1 seger, 0 oavgjorda, 1 förlust, 3 gjorda mål, 9 insläppta mål, 2 poäng.
- 1999 - C-VM i Nederländerna - sexa, 4 matcher, 1 seger, 2 oavgjorda, 1 förlust, 18 gjorda mål, 22 insläppta mål, 4 poäng.
- 1999 - A-VM kval Fjärran Östern i Japan - trea, 2 matcher, 0 segrar, 0 oavgjorda, 2 förluster, 2 gjorda mål, 13 insläppta mål, 0 poäng.
- 2000 - C-VM i Kina - femma, 4 matcher, 2 segrar, 0 oavgjorda, 2 förluster, 19 gjorda mål, 23 insläppta mål, 4 poäng.
- 2000 - A-VM kval Fjärran Östern i Japan - trea, 2 matcher, 0 segrar, 0 oavgjorda, 2 förluster, 1 gjort mål, 18 insläppta mål, 0 poäng.
- 2001 - VM Division II i Spanien - etta (guld), 5 matcher, 5 segrar, 0 oavgjorda, 0 förluster, 42 gjorda mål, 5 insläppta mål, 10 poäng.
- 2001 - A-VM kval Fjärran Östern i Kina - tvåa, 2 matcher, 0 segrar, 2 oavgjorda, 0 förluster, 1 gjort mål, 1 insläppt mål, 2 poäng.
- 2002 - VM Division I i Nederländerna - sexa (sist), 5 matcher, 0 segrar, 0 oavgjorda, 5 förluster, 7 gjorda mål, 42 insläppta mål, 0 poäng.
- 2003 - VM Division II i Sydkorea (hemmaplan) - etta (guld), 5 matcher, 5 segrar, 0 oavgjorda, 0 förluster, 50 gjorda mål, 10 insläppta mål, 10 poäng.
- 2003 - A-VM kval Fjärran Östern i Japan - tvåa, 1 match, 0 segrar, 0 oavgjorda, 1 förlust, 1 gjort mål, 4 insläppta mål, 0 poäng.
- 2004 - VM Division I i Polen - sexa (sist), 5 matcher, 0 segrar, 0 oavgjorda, 5 förluster, 7 gjorda mål, 42 insläppta mål, 0 poäng.
- 2005 - VM Division II i Kroatien - trea (brons), 5 matcher, 3 segrar, 0 oavgjorda, 2 förluster, 26 gjorda mål, 9 insläppta mål, 6 poäng.
- 2006 - VM Division II i Nya Zeeland - tvåa (silver), 5 matcher, 4 segrar, 0 oavgjorda, 1 förlust, 35 gjorda mål, 12 insläppta mål, 8 poäng.
- 2007 - VM Division II i Sydkorea (hemmaplan) - etta (guld), 4 matcher, 4 segrar, 0 förluster, 0 sudden deaths-/straffläggningssegrar, 0 sudden deaths-/straffläggningsförluster, 33 gjorda mål, 9 insläppta mål, 12 poäng.
- 2008 - VM Division I i Österrike - sexa (sist), 5 matcher, 0 segrar, 4 förluster, 0 sudden deaths-/straffläggningssegrar, 1 sudden deaths-/straffläggningsförlust, 8 gjorda mål, 27 insläppta mål, 1 poäng.
- 2009 - VM Division II i Bulgarien - etta (guld), 5 matcher, 5 segrar, 0 förluster, 0 sudden deaths-/straffläggningssegrar, 0 sudden deaths-/straffläggningsförluster, 48 gjorda mål, 10 insläppta mål, 12 poäng.
- 2010 - VM Division I i Slovenien - femma (näst sist), 5 matcher, 1 seger, 4 förluster, 0 sudden deaths-/straffläggningssegrar, 0 sudden deaths-/straffläggningsförluster, 13 gjorda mål, 21 insläppta mål, 3 poäng.
- 2011 - VM Division I i Ungern - trea (brons), 4 matcher, 1 seger, 2 förluster, 0 sudden deaths-/straffläggningssegrar, 1 sudden deaths-/straffläggningsförlust, 11 gjorda mål, 18 insläppta mål, 4 poäng.
- 2012 - VM Division I Grupp B i Polen - etta (guld), 5 matcher, 4 segrar, 0 förluster, 1 sudden deaths-/straffläggningsseger, 0 sudden deaths-/straffläggningsförluster, 24 gjorda mål, 10 insläppta mål, 14 poäng.
- 2013 - VM Division I Grupp A i Ungern - femma (näst sist), 5 matcher, 1 seger, 3 förluster, 1 sudden deaths-/straffläggningsseger, 0 sudden deaths-/straffläggningsförluster, 16 gjorda mål, 19 insläppta mål, 5 poäng.
- 2014 - VM Division I Grupp A i Sydkorea (hemmaplan) - sexa (sist), 5 matcher, 0 segrar, 5 förluster, 0 sudden deaths-/straffläggningssegrar, 0 sudden deaths-/straffläggningsförluster, 12 gjorda mål, 30 insläppta mål, 0 poäng.
- 2015 - VM Division I Grupp B i Nederländerna - etta (guld), 5 matcher, 4 segrar, 1 förlust, 0 sudden deaths-/straffläggningssegrar, 0 sudden deaths-/straffläggningsförluster, 30 gjorda mål, 11 insläppta mål, 12 poäng.
- 2016 - VM Division I Grupp A i Polen - femma (näst sist), 5 matcher, 2 segrar, 2 förluster, 0 sudden deaths-/straffläggningssegrar, 1 sudden deaths-/straffläggningsförlust, 11 gjorda mål, 11 insläppta mål, 7 poäng.
- 2017 - VM Division I Grupp A i Ukraina - tvåa (silver), 5 matcher, 3 segrar, 1 förlust, 1 sudden deaths-/straffläggningsseger, 0 sudden deaths-/straffläggningsförluster, 14 gjorda mål, 11 insläppta mål, 11 poäng.
- 2018 - VM i Danmark

## VM-statistik

### 1979-2006
| VM-Turneringar    | Matcher | Segrar | Oavgjorda | Förluster | Gjorda mål | Insläppta mål | Poäng |
| ----------------- | ------- | ------ | --------- | --------- | ---------- | ------------- | ----- |
| A-VM              | 0       | 0      | 0         | 0         | 0          | 0             | 0     |
| B-VM/Division I   | 10      | 0      | 0         | 10        | 14         | 84            | 0     |
| C-VM/Division II  | 86      | 28     | 6         | 52        | 346        | 611           | 62    |
| D-VM/Division III | 27      | 16     | 4         | 7         | 228        | 78            | 36    |

### 2007-
| VM-Turneringar | Matcher | Segrar | Förluster | Sudden deaths-/Straffläggningssegrar | Sudden deaths-/Straffläggningsförluster | Gjorda mål | Insläppta mål | Poäng |
| -------------- | ------- | ------ | --------- | ------------------------------------ | --------------------------------------- | ---------- | ------------- | ----- |
| VM             | 0       | 0      | 0         | 0                                    | 0                                       | 0          | 0             | 0     |
| Division I     | 44      | 16     | 22        | 3                                    | 3                                       | 139        | 158           | 57    |
| Division II    | 9       | 9      | 0         | 0                                    | 0                                       | 81         | 19            | 27    |
| Division III   | 0       | 0      | 0         | 0                                    | 0                                       | 0          | 0             | 0     |

- ändrat poängsystem efter VM 2006, där seger ger 3 poäng istället för 2 och att matcherna får avgöras genom sudden death (övertid) och straffläggning vid oavgjort resultat i full tid. Vinnaren får där 2 poäng, förloraren 1 poäng.